# 나탈리 캐너데이
나탈리 캐너데이(Natalie Canerday, 1962년 3월 9일 ~ )는 미국의 배우, 텔레비전 배우, 영화배우이다.
러셀빌에서 태어났다.

## 영화
- 신은 죽지 않았다 2 (2016년) - 리조 역
- 더 그레이스 오브 제이크 (2015년)
- 샷건 스토리즈 (2007년) - 니콜 역
- 앙코르 (2005년)
- 에밀리에게 (2001년) - 엄마 역
- 천국의 남쪽 지옥의 서쪽 (2000년)
- 옥토버 스카이 (1999년) - 엘시 힉캠 역
- 에이리언 터미네이터 2 (1998년) - 리타 역
- 건샤이 (1998년)
- 슬링 블레이드 (1996년)